# Salame Milano
Il salame Milano, anche chiamato Crespone (dal nome locale del budello usato), è un tipo di salame prodotto originariamente nel milanese a base di carne di maiale, bovino, pepe e spezie varie, dalla caratteristica grana fine.

## Storia
Le origini del salame Milano risalgono attorno al 1870, quando ne venne inventata la ricetta da Giuseppe Citterio, in una salumeria a Rho, vicino a Milano, che aveva l'intenzione di rendere continuativa la produzione di un cibo, quale il salame, che fino a quel momento era legato a cicli stagionali.
La produzione del salame si è poi con il tempo diffusa su tutto il territorio lombardo.

## Caratteristiche

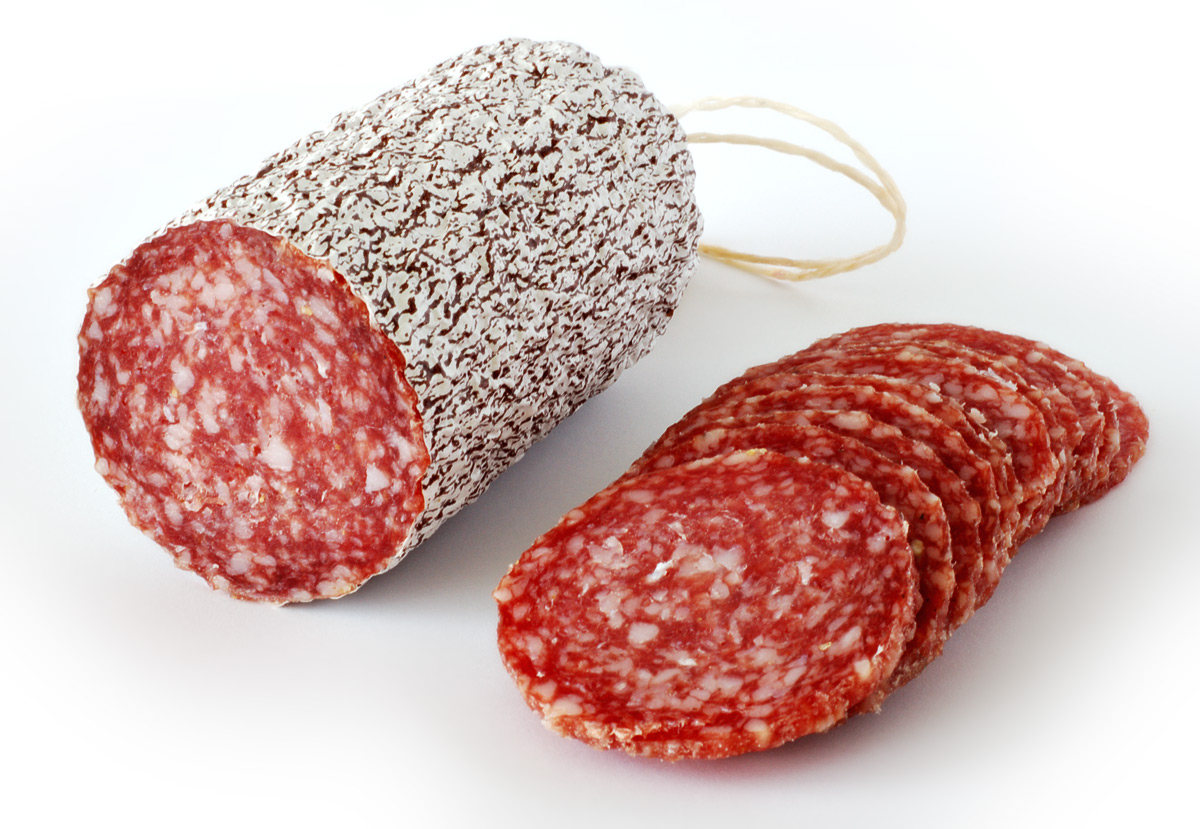
Salame ungherese, simile al salame Milano

Il salame, solitamente di diametro tra i 6 e gli 11 centimetri, è caratterizzato da una macinazione a grana fine con le parti di grasso e magro distribuite in maniera uniforme grazie all'ausilio di un particolare strumento chiamato "finimondo", sorta di tritacarne che macina le carni in maniera molto fine.
La pasta di salame viene quindi insaccata in un budello naturale e lasciata stagionare dalle 3 alle 9 settimane a seconda del diametro del salame.
Dall'aspetto simile al salame ungherese, il salame Milano presenta un gusto più dolce e delicato e non ha sentore di affumicato.